# Радиоэлектронное подавление
Радиоэлектро́нное подавле́ние, аббр. РЭП — комплекс мероприятий и действий по снижению эффективности боевого применения противником радиоэлектронных систем и средств путём воздействия на их приёмные устройства радиоэлектронными помехами; составная часть радиоэлектронной борьбы. Включает радиотехническое, оптико-электронное и гидроакустическое подавление. РЭП обеспечивается созданием активных и пассивных помех, применением ложных целей, ловушек и другими способами.

## Аппаратура
- Р-330 — советский автоматизированный комплекс радиоэлектронного подавления.
- «Лиман» — советский/украинский наземный мобильный комплекс радиоэлектронного подавления линий наведения авиации.
- БКО «Талисман» — бортовой комплекс обороны для индивидуальной защиты боевых самолетов от управляемого ракетного оружия.
- Алтаец
- Р-330МР
- Арбалет МР